# Parelskink
De parelskink (Chalcides ocellatus) is een hagedis uit de familie skinken (Scincidae).
De soort werd voor het eerst wetenschappelijk beschreven door Peter Forsskål in 1775. Oorspronkelijk werd de naam Lacerta ocellata gebruikt. De skink komt voor in delen van zuidelijk Europa, grote delen van noordelijk Afrika en het Midden-Oosten.

## Naamgeving en taxonomie
De parelskink werd voor het eerste wetenschappelijk beschreven door Peter Forsskål in 1775 als Lacerta ocellata. Het geslacht Lacerta wordt tegenwoordig echter tot de echte hagedissen (Lacertidae) gerekend. Ook werd de parelskink in het verleden tot verscheidene andere geslachten gerekend, zoals Scincus, Gongylus en Seps, zodat deze verouderde namen in veel literatuur nog worden gebruikt. De wetenschappelijke soortnaam ocellatus betekent 'oogvlekken dragend' en verwijst naar de ronde, afstekende vlekken aan de dorsale zijde van het lichaam.

### Ondersoorten
Er worden tegenwoordig zes ondersoorten erkend, die zowel verschillen in uiterlijk als in verspreidingsgebied. Sommige voormalige ondersoorten worden tegenwoordig als een aparte soort erkend, zoals Chalcides colosii.
| Naam                           | Auteur          | Verspreidingsgebied                                  |
| ------------------------------ | --------------- | ---------------------------------------------------- |
| Chalcides ocellatus linosae    | Boulenger, 1920 | Linosa                                               |
| Chalcides ocellatus ocellatus  | Forskål, 1775   | Overige delen van het verspreidingsgebied.           |
| Chalcides ocellatus sacchii    | Lanza, 1954     | Somalië                                              |
| Chalcides ocellatus subtypicus | Werner, 1931    | Algerije, Marokko                                    |
| Chalcides ocellatus tiligugu   | Gmelin, 1789    | Sicilië, Sardinië, Malta, Algerije, Marokko, Tunesië |
| Chalcides ocellatus zavattarii | Lanza, 1954     | Lampedusa                                            |

## Uiterlijke kenmerken
De parelskink heeft een beige tot donkerbruine kleur, met duidelijk grotere achter- dan voorpoten. De poten dragen vijf vingers en tenen. De skink heeft vele kleine witte, maar dik zwartomrande oog-vormige vlekken op de rug en flanken, waaraan de naam te danken is. De poten zijn kleiner dan bij veel andere hagedissen, maar niet zo klein als die van de indirect verwante Zuid-Afrikaanse pootloze skink (Acontias breviceps), waarbij de poten zelfs volledig ontbreken. De lichaamslengte is exclusief staart ongeveer acht tot vijftien centimeter. De totale lichaamslengte bedraagt tot 26 centimeter maar veel Europese exemplaren blijven kleiner rond de 20 cm. Mannetjes worden groter dan vrouwtjes en hebben een relatief grotere kop.

## Verspreiding en habitat

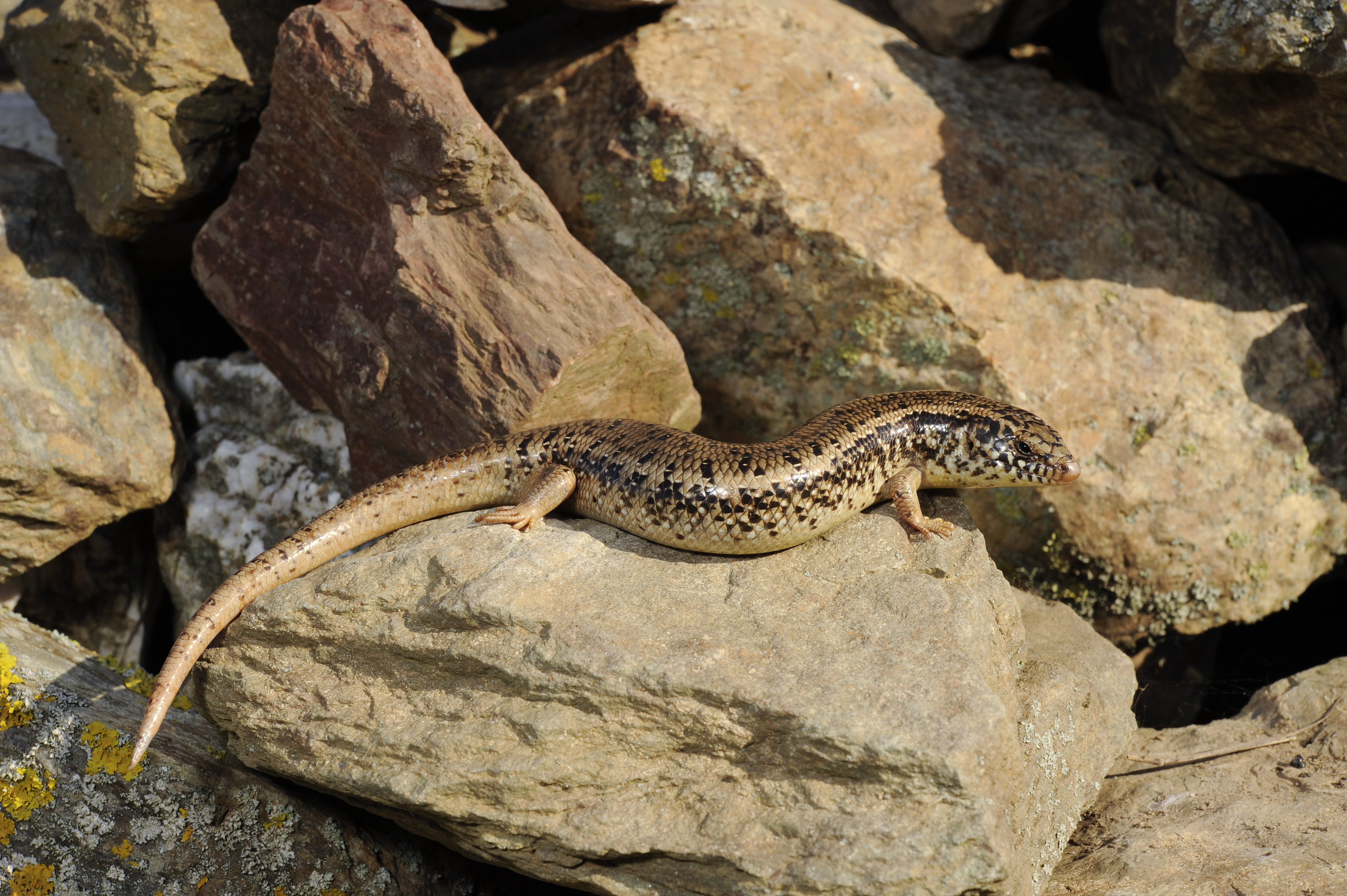
Exemplaar uit Italië.

De parelskink komt in Europa voor in Griekenland inclusief Peloponnesos en de meeste eilanden, Sardinië, Sicilië, Malta, en delen van oostelijk Italië bij de stad Napels, Malta en Turkije. Buiten Europa leeft de soort in delen van westelijk Azië in de landen India, Pakistan, Sri Lanka en in delen van het Arabisch Schiereiland en Noord-Afrika. Hier komt de hagedis voor in de landen Algerije, Egypte, Ethiopië, Eritrea, Israël, Jemen, Jordanië, Libanon, Libië, Irak, Iran, Kenia, Niger, Mauritanië, Marokko, Oman, Saoedi-Arabië, Soedan, Somalië, Syrië, Tsjaad, Tunesië, Turkmenistan en de Verenigde Arabische Emiraten.
Menselijke aanpassingen worden niet geschuwd; zo is de skink te vinden in wijngaarden, stranden en plantenkwekerijen. Bij benadering echter is hij erg schuw en snel, en is meestal lang voordat men ze zou kunnen waarnemen weggeflitst onder een steen. De habitat bestaat uit zowel droge als wat vochtige gebieden, maar zanderige of lössgronden zijn vereist zodat het dier makkelijk kan graven.
Door de internationale natuurbeschermingsorganisatie IUCN is de beschermingsstatus 'veilig' toegewezen (Least Concern of LC).

## Levenswijze
De skink graaft geen holen, maar ligt ingegraven met enkel de kop boven het zand. Het voedsel bestaat uit slakken, wormen en ook wel insecten, waarop zowel voor als na de middag gejaagd wordt; tijdens het heetste moment van de dag schuilt de skink onder stenen of houtstapels. Bij gevaar schieten ze onmiddellijk hun holletje in. Deze soort kan de staart afwerpen.
De jongen komen levend ter wereld, er worden zo'n twee en twintig jongen per keer geworpen. De jongen zijn ongeveer 6 centimeter lang en zijn al volledig zelfstandig en leven van kleine insecten. Ze kunnen zich vrijwel direct snel ingraven.